# AGM-86
AGM-86 ALCM (скор. від англ. Air Launched Cruise Missile — крилата ракета повітряного пуску, вимовляється "Ей-ел-сі-ем") — американська крилата ракета класу "повітря - земля", розроблена корпорацією "Боїнг" (Сіетл, Вашингтон) спільно з рядом асоційованих субпідрядників, ключовим з яких на сучасному етапі виступає E-Spectrum Technologies (Сан-Антоніо, Техас). Паралельно йшла розробка родинного проекту крилатої ракети повітряного та морського базування SLCM (більш відомої під своєю словесною назвою «Томагавк») для озброєння підводних човнів флоту, що має подібну систему наведення, двигун і бойову частину. Крім того, трохи пізніше стартувала програма створення крилатих ракет сухопутного базування GLCM (згодом відома як «Грифон») для розміщення у пунктах базування ЗС США у Великій Британії та Італії. Оскільки проекти були спорідненими з цілою низкою параметрів, екс-заступник начальника сектору розробки стратегічних та космічних систем Міністерства оборони США Бенджамін Плаймел називав їх трьома «кузинама».